# Dipólusmolekula
A dipólusmolekula olyan molekula, amelyben legalább egy aszimmetrikus elrendeződésű poláris kovalens kötés található, ezzel egyenetlen töltéseloszlást létrehozva. Ebből adódóan két ellentétes töltésű pólus alakul ki a molekulában, innen származik a dipólusmolekula név is. Emellett használatos még a poláris molekula elnevezés is, mely ugyanazt jelenti.
A kétatomos molekulák dipólusossá válnak, ha az atomoknak különböző mértékű az elektronegativitásuk; az elektronegatívabb atom részlegesen negatív töltésű lesz (ilyen pl. a sósav molekulája).
A több atomból álló molekulákban a dipólusok vektorszerűen összeadódnak, így pl. az oxigén nemkötő elektronpárjai miatt V alakú vízmolekula (H2O) dipólusos, de az egyenes szén-dioxid (O=C=O, CO2) nem az. A dipólusmolekulákban az eredő dipólusmomentum mindig nullától eltérő értéket vesz fel.
A molekulák poláris vagy apoláris jellege kihat a fizikai jellemzőkre is, például a poláris molekulák általában magasabb forrásponttal rendelkeznek, mivel a molekulák között dipólus-dipólus (orientációs) kölcsönhatás jön létre, ezért az összetartó erő nagyobb, mint az apoláris molekulák esetében.